# Erriottwood
Erriottwood – wieś w Anglii, w hrabstwie Kent, w dystrykcie Swale. Leży 18 km na wschód od miasta Maidstone i 68 km na wschód od centrum Londynu.